# Neoplasias hematológicas
Las neoplasias hematológicas son un grupo heterogéneo de enfermedades malignas que afectan a la sangre, la médula ósea y los ganglios linfáticos y, como los tres sistemas están conectados por el sistema inmune, una enfermedad maligna hematológica que involucre a uno, afectará a los otros dos. Las causas más frecuentes de estos trastornos son translocaciones en cromosomas, algo que no se ve con frecuencia asociado a tumores sólidos. Ello conlleva a un abordaje exclusivo en el diagnóstico y tratamiento de las neoplasias hematológicas. 
A pesar de que estas enfermedades son cáncer, no son manejadas por oncólogos sino por especialistas en hematología, siendo la única especialidad médica que trata enfermedades malignas y no malignas.

## Clasificación
Tradicionalmente se han dividido dos grandes grupos de neoplasias hematológicas: las leucemias, que afectan a la médula ósea y se extienden a la sangre periférica; y los linfomas, que se originan en los diferentes tejidos linfoides (ganglios linfáticos, bazo y tejido linfoide asociado a mucosas).
Actualmente la OMS clasifica las neoplasias hematológicas según su origen sea mieloide o linfoide.
| Clasificación de las neoplasias hematológicas MIELOIDES según la OMS [ 2 ] |
| --- |
| Neoplasias mieloproliferativas crónicas (NMP) - Leucemia mieloide crónica, BCR-ABL positiva - Leucemia neutrofílica crónica - Policitemia vera - Mielofibrosis primaria - Trombocitemia esencial - Leucemia eosinofílica crónica - Mastocitosis sistémica - Neoplasias mieloproliferativas inclasificables |
| Neoplasias mieloides y linfoides con eosinofilia y anomalías de PDGFRA, PDGFRB o FGFR1 |
| Síndromes mielodisplásicos (SMD) - Citopenia refractaria con displasia unilineal - Anemia refractaria sideroblástica - Citopenia refractaria con displasia multilineal - Anemia refractaria con exceso de blastos - Síndrome mielodisplásico con del(5q) aislada - Síndrome mielodisplásico inclasificable - Síndrome mielodisplásico infantil                                                                        |
| Neoplasias mielodisplásicas/mieloproliferativas (NMD/MP) - Leucemia mielomonocítica crónica - Leucemia mieloide crónica atípica, BCR-ABL negativa - Leucemia mielomonocítica juvenil - Neoplasia mielodiplásica/mieloproliferativa inclasificable |
| Leucemia mieloides agudas (LMA) - LMA con alteraciones genéticas recurrentes - LMA con t(8;21)(q22;q22); RUNX1 - LMA con cambios relacionados con mielodisplasia - LMA relacionadas con terapias previas - LMA sin características propias de las categorías anteriores - Sarcoma mieloide - Proliferaciónes mielides relacionadas con el Síndrome de Down - Neoplasia de células blasticas dendríticas plasmocitoide |
| Leucemias agudas de linaje ambiguo |

| Clasificación de las neoplasias hematológicas LINFOIDES según la OMS [ 2 ] |
| --- |
| Neoplasias linfoides de células precursoras - Linfoma/leucemia linfoblástico de células B - Linfoma/leucemia linfoblástico de células T |
| Neoplasias de células B maduras - Leucemia linfática crónica/linfoma linfocítico - Leucemia prolinfocítica de células B - Linfoma de células B de la zona marginal esplénica - Tricoleucemia - Linfoma linfoplasmocitico/macroglobulinemia de Waldenstrom - Mieloma de células plasmáticas/plasmocitoma extra óseo - Linfoma de zona marginal extraganglionar del tejido linfoide asociado a mucosas (linfoma MALT) - Linfoma de la zona marginal ganglionar - Linfoma folicular - Linfoma primario cutáneo centrofolicular - Linfoma de células del manto - Linfoma difuso de células B grandes, no especificado - Linfoma de células grandes B rico en células T e histiocitos - Linfoma primario de células B grandes del sistema nervioso central - Linfoma primario cutáneo de células B grandes de tipo extremidades inferiores - Granulomatosis linfomatoide - Linfoma primario mediastínico de células B grandes - Linfoma intravascular - Linfoma plasmablástico - Linfoma primario de cavidades - Linfoma de Burkitt |
| Neoplasias de células T y células NK maduras - Leucemia prolinfocítica de células T - Leucemia linfocítica T de células granulares - Proceso linfoproliferativo de células NK granulares, indolente - Leucemia de células NK agresiva - Leucemia/linfoma de células T del adulto - Linfoma extraganglionar de células NK/T de tipo nasal - Linfoma de células T, asociado a enteropatía - Linfoma hepatoesplenico - Linfoma de células T subcutáneo seudopaniculítico - Micosis fungoide/síndrome de Sézary - Síndromes linfoproliferativos CD30 positivos primarios cutáneos - Papulosis linfomatoide - Linfoma de células grandes anaplásico, primario cutáneo - Linfoma primario cutáneo de células T g-d - Linfoma de células T periférico, no especificado - Linfoma de células T angioinmunoblástico - Linfoma de células grandes anaplasico, ALK+ - Linfoma de células grandes anaplasico, ALK− |
| Linfoma de Hodgkin - Linfoma de Hodgkin con predominio linfocítico nodular - Linfoma de Hodgkin clásico - Linfoma de Hodgkin clásico esclerosis nodular - Linfoma de Hodgkin clásico rico en linfocitos - Linfoma de Hodgkin clásico celularidad mixta - Linfoma de Hodgkin clásico depleción linfocítica |

## Diagnóstico
Para el análisis de una sospecha de malignidad hematológica, un recuento sanguíneo completo y un frotis de sangre son esenciales, como las células malignas pueden mostrar de manera característica en la microscopia de luz. Cuando hay linfadenopatía, una biopsia de un ganglio linfático se realizan generalmente con cirugía. En general, una biopsia de médula ósea es parte del "preoperatorio" para el análisis de estas enfermedades. Todas las muestras se examinan al microscopio para determinar la naturaleza de la malignidad. Algunas de estas enfermedades se pueden clasificar por citogenética (AML, CML) o un inmunofenotipo (linfoma, mieloma, LLC) de las células malignas.

## Tratamiento
El tratamiento puede consistir en ocasiones de "espera vigilante" (por ejemplo, en la LLC) o un tratamiento sintomático (por ejemplo, transfusiones de sangre en MDS). Las formas más agresivas de la enfermedad requieren tratamiento con quimioterapia, radioterapia, inmunoterapia y —en algunos casos— un trasplante de médula ósea.